# Wiktor-Kossenko-Museum

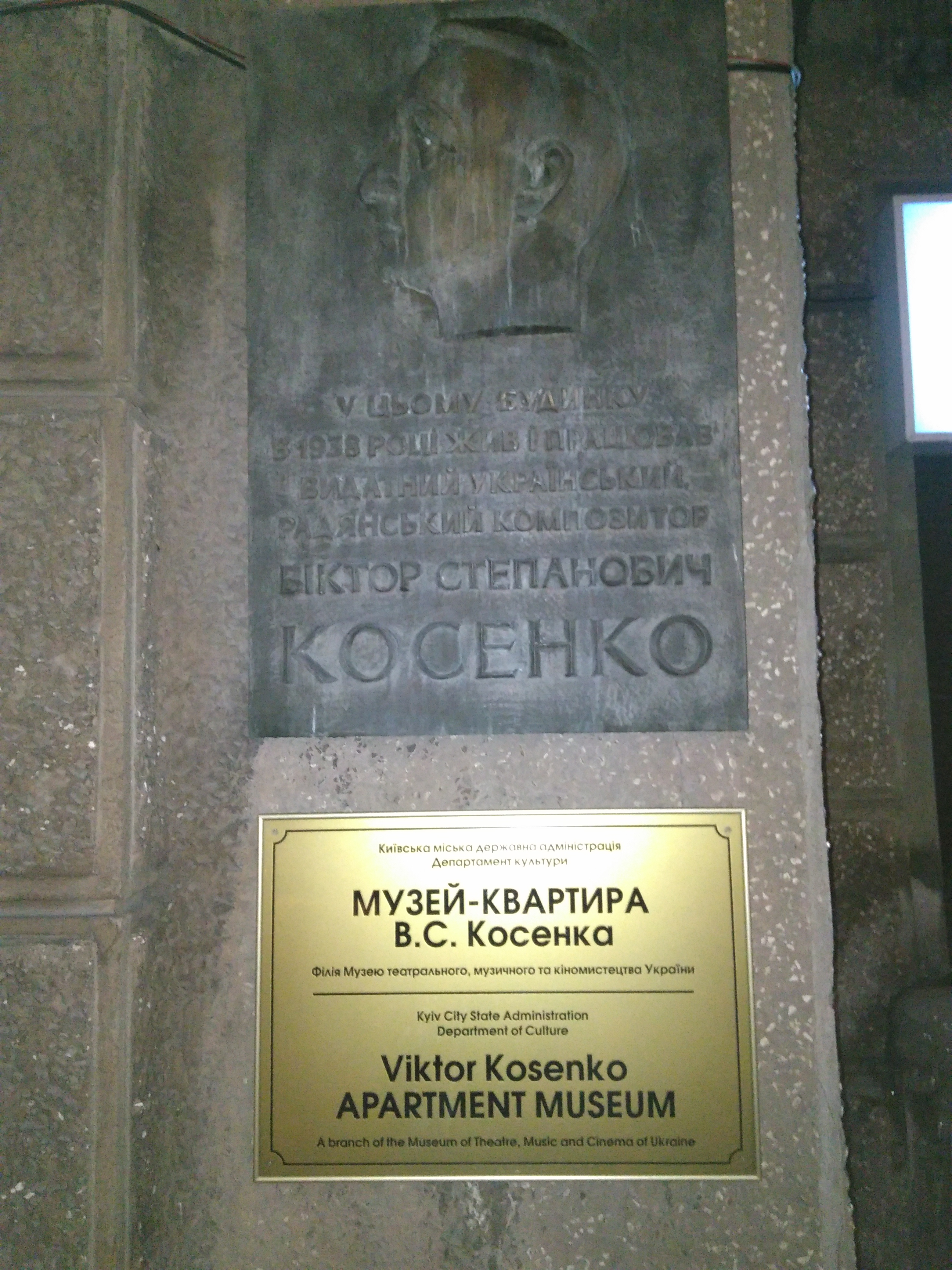
Eingang des Wiktor-Kossenko-Museums

Das Wiktor-Kossenko-Museum (ukrainisch Музей-квартира В. С. Косенка, Transkription Musej-kwartyra W. S. Kossenka) ist ein Museum in Kiew. Es erinnert an das Leben des ukrainischen Komponisten, Lehrers und Pianisten Wiktor Kossenko.
Kossenko war zu Beginn des 20. Jahrhunderts eine prominente Persönlichkeit des öffentlichen Lebens. Das Museum ist in dem Gebäude untergebracht, wo Kossenko vom 11. Mai bis zum 3. Oktober 1938 die letzten Monate seines Lebens verbrachte. Es ist in seinem ursprünglichen Stil der 1930er Jahre erhalten und ein beliebtes Touristenziel der Stadt. Darüber hinaus wird das Gebäude vom örtlichen Komponistenverband für Konzerte, Vorträge und Tagungen genutzt.

## Geschichte

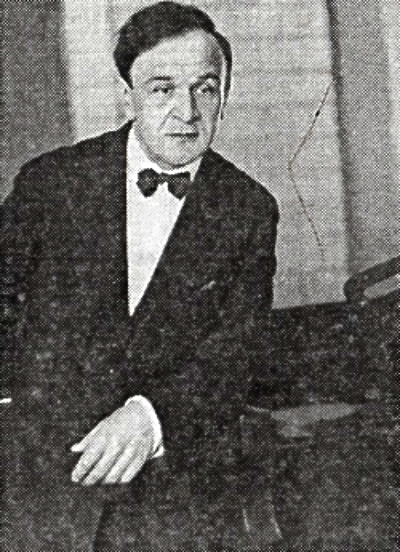
Wiktor Kossenko (vor 1938)

Das Museum wurde nach Kossenkos Tod im Jahr 1938 auf Anregung des Dichters Maksym Rylskyj als Gedenkkabinett-Museum des Künstlers eröffnet. Die Witwe des Komponisten Angelina Wladimirowna Kanep-Kossenko betreute das Museum ehrenamtlich. Nach ihrem Tod wurde es von Kossenkos Stieftochter Raisa Eduardiwna Kanep-Kossenko-Kudrytska betrieben, bis es 1964 zur nationalen Gedenkstätte erhoben wurde.
Im Jahr 2009 wurde die Museumswohnung durch Beschluss des Kiewer Stadtrats zu einer Zweigstelle des Museums für Theater, Musik und Kinematographie der Ukraine.
Am 23. November 2016 wurde nach Reparatur- und Restaurierungsarbeiten eine neue Ausstellung des Museums eröffnet.

## Sammlung
Das Museum bewahrt mehr als fünftausend Exponate auf, darunter persönliche Gegenstände, Manuskripte, Fotoarchive, der briefliche Nachlass sowie Ausgaben und Aufzeichnungen der Werke des Komponisten. Die Ausstellungsräume sind in die Bereiche „Gedenken und Biografie“ sowie „Ausstellung“ unterteilt.
Im Gedenkteil wurden die Innenräume der Wohnung anhand von Fotografien, Memoiren und Veröffentlichungen rekonstruiert. Das älteste Exponat der Sammlung ist ein Silberlöffel aus dem Elternhaus von Kossenko.
Das Museum ist mit modernen audiovisuellen Mitteln ausgestattet, welche es Besuchern ermöglichen, interaktiv am Leben und Wirken des Künstlers teilzunehmen und sich mit seiner Musik vertraut zu machen.